# Lista de navios lançados em janeiro de 1943
A seguir está uma lista como os navios lançados ao mar no mês de janeiro de 1943.
| Data          | Navio                    | País           | Construtor                           | Localização                          | Classe                  | Notas                                            |
| ------------- | ------------------------ | -------------- | ------------------------------------ | ------------------------------------ | ----------------------- | ------------------------------------------------ |
| 2 de janeiro  | Empire Rancher           | Reino Unido    | J Harker Ltd                         | Knottingley                          | Collier                 |                                                  |
| 2 de janeiro  | USS LST-484              | Estados Unidos | Kaiser Cargo, Inc.                   | (Richmond, California, U.S.A.)       | LST                     |                                                  |
| 2 de janeiro  | SS Calvin Coolidge       | Estados Unidos | New England Shipbuilding Corporation | South Portland                       | Classe Liberty          |                                                  |
| 2 de janeiro  | SS John A Dix            | Estados Unidos | New England Shipbuilding Corporation | South Portland                       | Classe Liberty          |                                                  |
| 2 de janeiro  | SS George Rogers Clark   | Estados Unidos | Permanente Metals Co Yard            | Richmond, Califórnia                 | Classe Liberty          |                                                  |
| 2 de janeiro  | SS Volans                | Estados Unidos | New England Shipbuilding Corporation | South Portland                       | Classe Liberty          |                                                  |
| 2 de janeiro  | SS John W Weeks          | Estados Unidos | Oregon Shipbuilding Corporation      | Portland                             | Classe Liberty          |                                                  |
| 3 de janeiro  | U-310                    | Alemanha       | construtor                           | cidade de construção                 | Tipo VIIC               |                                                  |
| 3 de janeiro  | U-280                    | Alemanha       | Bremer Vulkan-Vegesacker Werft       | Bremen-Vegesack                      | Tipo VIIC               |                                                  |
| 3 de janeiro  | SS William C Gorgas      | Estados Unidos | Alabama Dry Dock Co                  | Mobile (Alabama)                     | Classe Liberty          |                                                  |
| 3 de janeiro  | SS Harrison Gray Otis    | Estados Unidos | California Shipbuilding Corporation  | Terminal Island, LA                  | Classe Liberty          |                                                  |
| 3 de janeiro  | SS Francis Preston Blair | Estados Unidos | Marinship Corp                       | Sausalito                            | Classe Liberty          |                                                  |
| 4 de janeiro  | SS Benjamin H Bristow    | Estados Unidos | Permanente Metals Co Yard            | Richmond, Califórnia                 | Classe Liberty          |                                                  |
| 5 de janeiro  | U-541                    | Alemanha       | Deutsche Werft AG                    | Hamburgo                             | Tipo IXC/40             |                                                  |
| 5 de janeiro  | USS LST-13               | Estados Unidos | Dravo Corp.                          | (Pittsburgh, Pennsylvania, U.S.A.)   | LST                     |                                                  |
| 5 de janeiro  | SS Joseph H Hollister    | Estados Unidos | California Shipbuilding Corporation  | Terminal Island, LA                  | Classe Liberty          |                                                  |
| 5 de janeiro  | SS Walter Raleigh        | Estados Unidos | North Carolina Shipbuilding Company  | Wilmington                           | Classe Liberty          |                                                  |
| 5 de janeiro  | SS Stephen B Elkins      | Estados Unidos | Oregon Shipbuilding Corporation      | Portland                             | Classe Liberty          |                                                  |
| 6 de janeiro  | SS Joseph T Robinson     | Estados Unidos | Todd Houston Shipbuilding Corp       | Houston, Texas                       | Classe Liberty          |                                                  |
| 6 de janeiro  | SS William L Smith       | Estados Unidos | Todd Houston Shipbuilding Corp       | Houston, Texas                       | Classe Liberty          |                                                  |
| 6 de janeiro  | SS Louis Joliet          | Estados Unidos | Permanente Metals Co Yard            | Richmond, Califórnia                 | Classe Liberty          |                                                  |
| 7 de janeiro  | U-238                    | Alemanha       | F. Krupp Germaniawerft AG            | Kiel                                 | Tipo VIIC               |                                                  |
| 7 de janeiro  | SS Stag                  | Estados Unidos | Delta Shipbuilding Co                | Nova Orleães, Luisiana               | Classe Liberty (tanque) |                                                  |
| 7 de janeiro  | SS Wildcat               | Estados Unidos | Delta Shipbuilding Co                | Nova Orleães, Luisiana               | Classe Liberty (tanque) |                                                  |
| 7 de janeiro  | SS Phoebe A Hearst       | Estados Unidos | California Shipbuilding Corporation  | Terminal Island, LA                  | Classe Liberty          |                                                  |
| 7 de janeiro  | SS Leonidas Polk         | Estados Unidos | Delta Shipbuilding Co                | Nova Orleães, Luisiana               | Classe Liberty          |                                                  |
| 7 de janeiro  | SS Daniel S Lamont       | Estados Unidos | Oregon Shipbuilding Corporation      | Portland                             | Classe Liberty          |                                                  |
| 8 de janeiro  | Empire Darby             | Reino Unido    | Cochrane & Sons Ltd                  | Selby                                | Rebocador               |                                                  |
| 8 de janeiro  | Empire Joan              | Reino Unido    | Cochrane & Sons Ltd                  | Selby                                | Rebocador               |                                                  |
| 8 de janeiro  | USS LST-17               | Estados Unidos | Dravo Corp.                          | (Pittsburgh, Pennsylvania, U.S.A.)   | LST                     |                                                  |
| 8 de janeiro  | USS LST-64               | Estados Unidos | Jeffersonville Boat and Machine Co.  | (Jeffersonville, Indiana, U.S.A.)    | LST                     | Transferido para a marinha britânica como LST-64 |
| 8 de janeiro  | SS William Windom        | Estados Unidos | Permanente Metals Co Yard            | Richmond, Califórnia                 | Classe Liberty          |                                                  |
| 9 de janeiro  | Empire Coast             | Reino Unido    | I Pimblott & Sons Ltd                | Northwich                            | Navio costeiro          |                                                  |
| 9 de janeiro  | USS LST-485              | Estados Unidos | Kaiser Cargo, Inc.                   | (Richmond, California, U.S.A.)       | LST                     |                                                  |
| 9 de janeiro  | SS James Woodrow         | Estados Unidos | Bethlehem Fairfield Shipyard         | Baltimore                            | Classe Liberty          |                                                  |
| 9 de janeiro  | SS John Harvey           | Estados Unidos | North Carolina Shipbuilding Company  | Wilmington                           | Classe Liberty          |                                                  |
| 9 de janeiro  | SS Alexander J Dallas    | Estados Unidos | Oregon Shipbuilding Corporation      | Portland                             | Classe Liberty          |                                                  |
| 9 de janeiro  | SS Zane Grey             | Estados Unidos | California Shipbuilding Corporation  | Terminal Island, LA                  | Classe Liberty          |                                                  |
| 10 de janeiro | SS Robert M La Follette  | Estados Unidos | Delta Shipbuilding Co                | Nova Orleães, Luisiana               | Classe Liberty          |                                                  |
| 10 de janeiro | SS Samuel de Champlain   | Estados Unidos | Permanente Metals Co Yard            | Richmond, Califórnia                 | Classe Liberty          |                                                  |
| 11 de janeiro | USS LST-359              | Estados Unidos | Charleston Navy Yard                 | (Charleston, South Carolina, U.S.A.) | LST                     |                                                  |
| 11 de janeiro | USS LST-360              | Estados Unidos | Charleston Navy Yard                 | (Charleston, South Carolina, U.S.A.) | LST                     |                                                  |
| 11 de janeiro | USS LST-429              | Estados Unidos | Bethlehem-Fairfield Shipyard Inc.    | (Baltimore, Maryland, U.S.A.)        | LST                     |                                                  |
| 11 de janeiro | SS Pio Pico              | Estados Unidos | California Shipbuilding Corporation  | Terminal Island, LA                  | Classe Liberty          |                                                  |
| 11 de janeiro | SS Juan de Fuca          | Estados Unidos | Kaiser Shipyards co.                 | são Francisco Bay Area               | Classe Liberty          |                                                  |
| 11 de janeiro | SS Francisco Coronado    | Estados Unidos | Kaiser Shipyards co.                 | são Francisco Bay Area               | Classe Liberty          |                                                  |
| 11 de janeiro | SS John Cabot            | Estados Unidos | Kaiser Shipyards co.                 | são Francisco Bay Area               | Classe Liberty          |                                                  |
| 11 de janeiro | SS Richard Rush          | Estados Unidos | Oregon Shipbuilding Corporation      | Portland                             | Classe Liberty          |                                                  |
| 12 de janeiro | SS John Drake Sloat      | Estados Unidos | California Shipbuilding Corporation  | Terminal Island, LA                  | Classe Liberty          |                                                  |
| 12 de janeiro | SS Charles J Folger      | Estados Unidos | Permanente Metals Co Yard            | Richmond, Califórnia                 | Classe Liberty          |                                                  |
| 12 de janeiro | SS Stephen C Foster      | Estados Unidos | Todd Houston Shipbuilding Corp       | Houston, Texas                       | Classe Liberty          |                                                  |
| 13 de janeiro | SS Lawton B Evans        | Estados Unidos | Alabama Dry Dock Co                  | Mobile (Alabama)                     | Classe Liberty          |                                                  |
| 13 de janeiro | SS Robert Howe           | Estados Unidos | North Carolina Shipbuilding Company  | Wilmington                           | Classe Liberty          |                                                  |
| 13 de janeiro | SS Samuel D Ingham       | Estados Unidos | Oregon Shipbuilding Corporation      | Portland                             | Classe Liberty          |                                                  |
| 14 de janeiro | U-965                    | Alemanha       | Blohm + Voss                         | Hamburgo                             | Tipo VIIC               |                                                  |
| 14 de janeiro | U-966                    | Alemanha       | Blohm + Voss                         | Hamburgo                             | Tipo VIIC               |                                                  |
| 14 de janeiro | USS LST-423              | Estados Unidos | Bethlehem-Fairfield Shipyard Inc.    | (Baltimore, Maryland, U.S.A.)        | LST                     |                                                  |
| 14 de janeiro | SS Alnitah               | Estados Unidos | Permanente Metals Co Yard            | Richmond, Califórnia                 | Classe Liberty          |                                                  |
| 14 de janeiro | SS Pere Marquette        | Estados Unidos | Permanente Metals Co Yard            | Richmond, Califórnia                 | Classe Liberty          |                                                  |
| 15 de janeiro | U-716                    | Alemanha       | H C Stülcken Sohn                    | Hamburgo                             | Tipo VIIC               |                                                  |
| 15 de janeiro | U-851                    | Alemanha       | AG Weser                             | Bremen                               | Tipo IXD2               |                                                  |
| 15 de janeiro | SS Thomas R Marshall     | Estados Unidos | Bethlehem Fairfield Shipyard         | Baltimore                            | Classe Liberty          |                                                  |
| 15 de janeiro | SS Carlos Carrillo       | Estados Unidos | California Shipbuilding Corporation  | Terminal Island, LA                  | Classe Liberty          |                                                  |
| 15 de janeiro | SS George W Campbell     | Estados Unidos | Oregon Shipbuilding Corporation      | Portland                             | Classe Liberty          |                                                  |
| 16 de janeiro | U-220                    | Alemanha       | F. Krupp Germaniawerft AG            | Kiel                                 | Tipo XB                 |                                                  |
| 16 de janeiro | U-281                    | Alemanha       | Bremer Vulkan-Vegesacker Werft       | Bremen-Vegesack                      | Tipo VIIC               |                                                  |
| 16 de janeiro | U-763                    | Alemanha       | Kriegsmarinewerft                    | Wilhelmshaven                        | Tipo VIIC               |                                                  |
| 16 de janeiro | USS LST-66               | Estados Unidos | Jeffersonville Boat and Machine Co.  | (Jeffersonville, Indiana, U.S.A.)    | LST                     |                                                  |
| 16 de janeiro | USS LST-486              | Estados Unidos | Kaiser Cargo, Inc.                   | (Richmond, California, U.S.A.)       | LST                     |                                                  |
| 16 de janeiro | SS Walter Q Gresham      | Estados Unidos | Delta Shipbuilding Co                | Nova Orleães, Luisiana               | Classe Liberty          |                                                  |
| 17 de janeiro | USS Cowpens              | Estados Unidos | New York Shipbuilding Corporation    | Camden, NJ                           | Classe Independence     |                                                  |
| 17 de janeiro | USS LST-198              | Estados Unidos | Chicago Bridge and Iron Co.          | (Seneca, Illinois, U.S.A.)           | LST                     |                                                  |
| 17 de janeiro | SS Moses Cleaveland      | Estados Unidos | Kaiser Shipyards co.                 | são Francisco Bay Area               | Classe Liberty          |                                                  |
| 17 de janeiro | SS Mark Hopkins          | Estados Unidos | Marinship Corp                       | Sausalito                            | Classe Liberty          |                                                  |
| 17 de janeiro | SS Lou Gehrig            | Estados Unidos | New England Shipbuilding Corporation | South Portland                       | Classe Liberty          |                                                  |
| 17 de janeiro | SS Nathaniel Macon       | Estados Unidos | North Carolina Shipbuilding Company  | Wilmington                           | Classe Liberty          |                                                  |
| 17 de janeiro | SS William J Duane       | Estados Unidos | Oregon Shipbuilding Corporation      | Portland                             | Classe Liberty          |                                                  |
| 17 de janeiro | SS Krasnogv Ardeets      | Estados Unidos | Permanente Metals Co Yard            | Richmond, Califórnia                 | Classe Liberty          |                                                  |
| 18 de janeiro | U-845                    | Alemanha       | AG Weser                             | Bremen                               | Tipo IXC/40             |                                                  |
| 18 de janeiro | SS Andrew G Curtin       | Estados Unidos | Bethlehem Fairfield Shipyard         | Baltimore                            | Classe Liberty          |                                                  |
| 18 de janeiro | SS Black Hawk            | Estados Unidos | Delta Shipbuilding Co                | Nova Orleães, Luisiana               | Classe Liberty          |                                                  |
| 18 de janeiro | SS William S Young       | Estados Unidos | California Shipbuilding Corporation  | Terminal Island, LA                  | Classe Liberty          |                                                  |
| 19 de janeiro | U-542                    | Alemanha       | Deutsche Werft AG                    | Hamburgo                             | Tipo IXC/40             |                                                  |
| 19 de janeiro | USS LST-372              | Estados Unidos | Bethlehem Shipbuilding Corp.         | (Quincy, Massachusetts, U.S.A.)      | LST                     |                                                  |
| 19 de janeiro | USS LST-373              | Estados Unidos | Bethlehem Shipbuilding Corp.         | (Quincy, Massachusetts, U.S.A.)      | LST                     |                                                  |
| 19 de janeiro | USS LST-374              | Estados Unidos | Bethlehem Shipbuilding Corp.         | (Quincy, Massachusetts, U.S.A.)      | LST                     |                                                  |
| 19 de janeiro | SS George E Hale         | Estados Unidos | California Shipbuilding Corporation  | Terminal Island, LA                  | Classe Liberty          |                                                  |
| 19 de janeiro | SS Draco                 | Estados Unidos | Permanente Metals Co Yard            | Richmond, Califórnia                 | Classe Liberty          |                                                  |
| 19 de janeiro | SS Giansar               | Estados Unidos | Oregon Shipbuilding Corporation      | Portland                             | Classe Liberty          |                                                  |
| 19 de janeiro | SS John Wright Stanly    | Estados Unidos | North Carolina Shipbuilding Company  | Wilmington                           | Classe Liberty          |                                                  |
| 20 de janeiro | SS Empire Capulet        | Reino Unido    | John Readhead & Sons Ltd             | South Shields                        | Navio cargueiro         |                                                  |
| 20 de janeiro | U-311                    | Alemanha       | Flender Werke AG                     | Lübeck                               | Tipo VIIC               |                                                  |
| 21 de janeiro | USS Yorktown             | Reino Unido    | Newport News Shipbuilding            | Newport News                         | Classe Essex            |                                                  |
| 21 de janeiro | U-364                    | Alemanha       | Flensburger Schiffsbau-Ges           | Flensburg                            | Tipo VIIC               |                                                  |
| 21 de janeiro | SS Francis Nash          | Estados Unidos | North Carolina Shipbuilding Company  | Wilmington                           | Classe Liberty          |                                                  |
| 21 de janeiro | SS George Walton         | Estados Unidos | Southeastern Shipbuilding Corp       | Savannah, Geórgia                    | Classe Liberty          |                                                  |
| 21 de janeiro | SS William Eustis        | Estados Unidos | Todd Houston Shipbuilding Corp       | Houston, Texas                       | Classe Liberty          |                                                  |
| 21 de janeiro | SS Thomas Nast           | Estados Unidos | California Shipbuilding Corporation  | Terminal Island, LA                  | Classe Liberty          |                                                  |
| 22 de janeiro | SS Richard Olney         | Estados Unidos | Delta Shipbuilding Co                | Nova Orleães, Luisiana               | Classe Liberty          |                                                  |
| 22 de janeiro | SS Walter Forward        | Estados Unidos | Oregon Shipbuilding Corporation      | Portland                             | Classe Liberty          |                                                  |
| 22 de janeiro | SS Richard Yates         | Estados Unidos | Permanente Metals Co Yard            | Richmond, Califórnia                 | Classe Liberty          |                                                  |
| 23 de janeiro | U-390                    | Alemanha       | Howaldtswerke AG                     | Kiel                                 | Tipo VIIC               |                                                  |
| 23 de janeiro | USS LST-261              | Estados Unidos | American Bridge Co.                  | (Ambridge, Pennsylvania, U.S.A.)     | LST                     |                                                  |
| 23 de janeiro | USS LST-487              | Estados Unidos | Kaiser Cargo, Inc.                   | (Richmond, California, U.S.A.)       | LST                     |                                                  |
| 23 de janeiro | SS Joseph Henry          | Estados Unidos | Kaiser Shipyards co.                 | são Francisco Bay Area               | Classe Liberty          |                                                  |
| 23 de janeiro | SS John G Carlisle       | Estados Unidos | Permanente Metals Co Yard            | Richmond, Califórnia                 | Classe Liberty          |                                                  |
| 24 de janeiro | SS Samuel P Langley      | Estados Unidos | California Shipbuilding Corporation  | Terminal Island, LA                  | Classe Liberty          |                                                  |
| 24 de janeiro | SS Nancy Hanks           | Estados Unidos | Permanente Metals Co Yard            | Richmond, Califórnia                 | Classe Liberty          |                                                  |
| 24 de janeiro | SS Ephraim Brevard       | Estados Unidos | North Carolina Shipbuilding Company  | Wilmington                           | Classe Liberty          |                                                  |
| 25 de janeiro | SS Horace Gray           | Estados Unidos | Bethlehem Fairfield Shipyard         | Baltimore                            | Classe Liberty          |                                                  |
| 26 de janeiro | SS James Robertson       | Estados Unidos | California Shipbuilding Corporation  | Terminal Island, LA                  | Classe Liberty          |                                                  |
| 26 de janeiro | SS George E Badger       | Estados Unidos | North Carolina Shipbuilding Company  | Wilmington                           | Classe Liberty          |                                                  |
| 28 de janeiro | U-239                    | Alemanha       | F. Krupp Germaniawerft AG            | Kiel                                 | Tipo VIIC               |                                                  |
| 28 de janeiro | U-852                    | Alemanha       | AG Weser                             | Bremen                               | Tipo IXD2               |                                                  |
| 28 de janeiro | USS LST-67               | Estados Unidos | Jeffersonville Boat and Machine Co.  | (Jeffersonville, Indiana, U.S.A.)    | LST                     |                                                  |
| 28 de janeiro | USS LST-315              | Estados Unidos | New York Navy Yard                   | (New York, New York, U.S.A.)         | LST                     |                                                  |
| 28 de janeiro | USS LST-316              | Estados Unidos | New York Navy Yard                   | (New York, New York, U.S.A.)         | LST                     |                                                  |
| 28 de janeiro | USS LST-317              | Estados Unidos | New York Navy Yard                   | (New York, New York, U.S.A.)         | LST                     |                                                  |
| 28 de janeiro | USS LST-318              | Estados Unidos | New York Navy Yard                   | (New York, New York, U.S.A.)         | LST                     |                                                  |
| 28 de janeiro | USS LST-375              | Estados Unidos | Bethlehem Shipbuilding Corp.         | (Quincy, Massachusetts, U.S.A.)      | LST                     |                                                  |
| 28 de janeiro | SS Henry B Brown         | Estados Unidos | Bethlehem Fairfield Shipyard         | Baltimore                            | Classe Liberty          |                                                  |
| 28 de janeiro | SS Edward P Costigan     | Estados Unidos | Permanente Metals Co Yard            | Richmond, Califórnia                 | Classe Liberty          |                                                  |
| 28 de janeiro | SS John Armstrong        | Estados Unidos | Todd Houston Shipbuilding Corp       | Houston, Texas                       | Classe Liberty          |                                                  |
| 28 de janeiro | SS William J Worth       | Estados Unidos | California Shipbuilding Corporation  | Terminal Island, LA                  | Classe Liberty          |                                                  |
| 28 de janeiro | SS Andrew D White        | Estados Unidos | Marinship Corp                       | Sausalito                            | Classe Liberty          |                                                  |
| 28 de janeiro | SS Daniel Webster        | Estados Unidos | New England Shipbuilding Corporation | South Portland                       | Classe Liberty          |                                                  |
| 29 de janeiro | U-344                    | Alemanha       | Nordseewerke                         | Emden                                | Tipo VIIIC              |                                                  |
| 29 de janeiro | SS Franklin MacVeagh     | Estados Unidos | Oregon Shipbuilding Corporation      | Portland                             | Classe Liberty          |                                                  |
| 29 de janeiro | SS Lyman J Gage          | Estados Unidos | Permanente Metals Co Yard            | Richmond, Califórnia                 | Classe Liberty          |                                                  |
| 30 de janeiro | USS Cordova              | Estados Unidos | Seattle-Tacoma Shipyard              | Tacoma                               | Bogue                   |                                                  |
| 30 de janeiro | SS Molly Pitcher         | Estados Unidos | Bethlehem Fairfield Shipyard         | Baltimore                            | Classe Liberty          |                                                  |
| 30 de janeiro | SS Flora MacDonald       | Estados Unidos | North Carolina Shipbuilding Company  | Wilmington                           | Classe Liberty          |                                                  |
| 30 de janeiro | SS Howard Stansbury      | Estados Unidos | California Shipbuilding Corporation  | Terminal Island, LA                  | Classe Liberty          |                                                  |
| 30 de janeiro | SS Benjamin Bonneville   | Estados Unidos | Permanente Metals Co Yard            | Richmond, Califórnia                 | Classe Liberty          |                                                  |
| 30 de janeiro | SS Pierre Soule          | Estados Unidos | Delta Shipbuilding Co                | Nova Orleães, Luisiana               | Classe Liberty          |                                                  |
| 31 de janeiro | SS Walter E Ranger       | Estados Unidos | New England Shipbuilding Corporation | South Portland                       | Classe Liberty          |                                                  |
| 31 de janeiro | SS Robert Stuart         | Estados Unidos | California Shipbuilding Corporation  | Terminal Island, LA                  | Classe Liberty          |                                                  |
| 31 de janeiro | SS Noah Webster          | Estados Unidos | New England Shipbuilding Corporation | South Portland                       | Classe Liberty          |                                                  |
| 31 de janeiro | SS George M Bibb         | Estados Unidos | Oregon Shipbuilding Corporation      | Portland                             | Classe Liberty          |                                                  |
| 31 de janeiro | SS Richard Henderson     | Estados Unidos | Permanente Metals Co Yard            | Richmond, Califórnia                 | Classe Liberty          |                                                  |